# Jamie Broder
Jamie Broder (8 de junho de 1985) é uma jogadora de vôlei de praia canadense.

## Carreira
Nos Jogos Olímpicos de Verão de 2016 ela representou  seu país ao lado de Kristina Valjas, caindo nas oitavas-de-finais.